# NGC 1082
NGC 1082 este o galaxie lenticulară situată în constelația Eridanul. A fost descoperită în 29 septembrie 1886 de către Lewis A. Swift. Se află la o distanță de 103,28 megaparseci de Pământ.